# Montipora foliosa
Montipora foliosa är en korallart som först beskrevs av Peter Simon Pallas 1766.  Montipora foliosa ingår i släktet Montipora och familjen Acroporidae. IUCN kategoriserar arten globalt som nära hotad. Inga underarter finns listade i Catalogue of Life.

## Bildgalleri

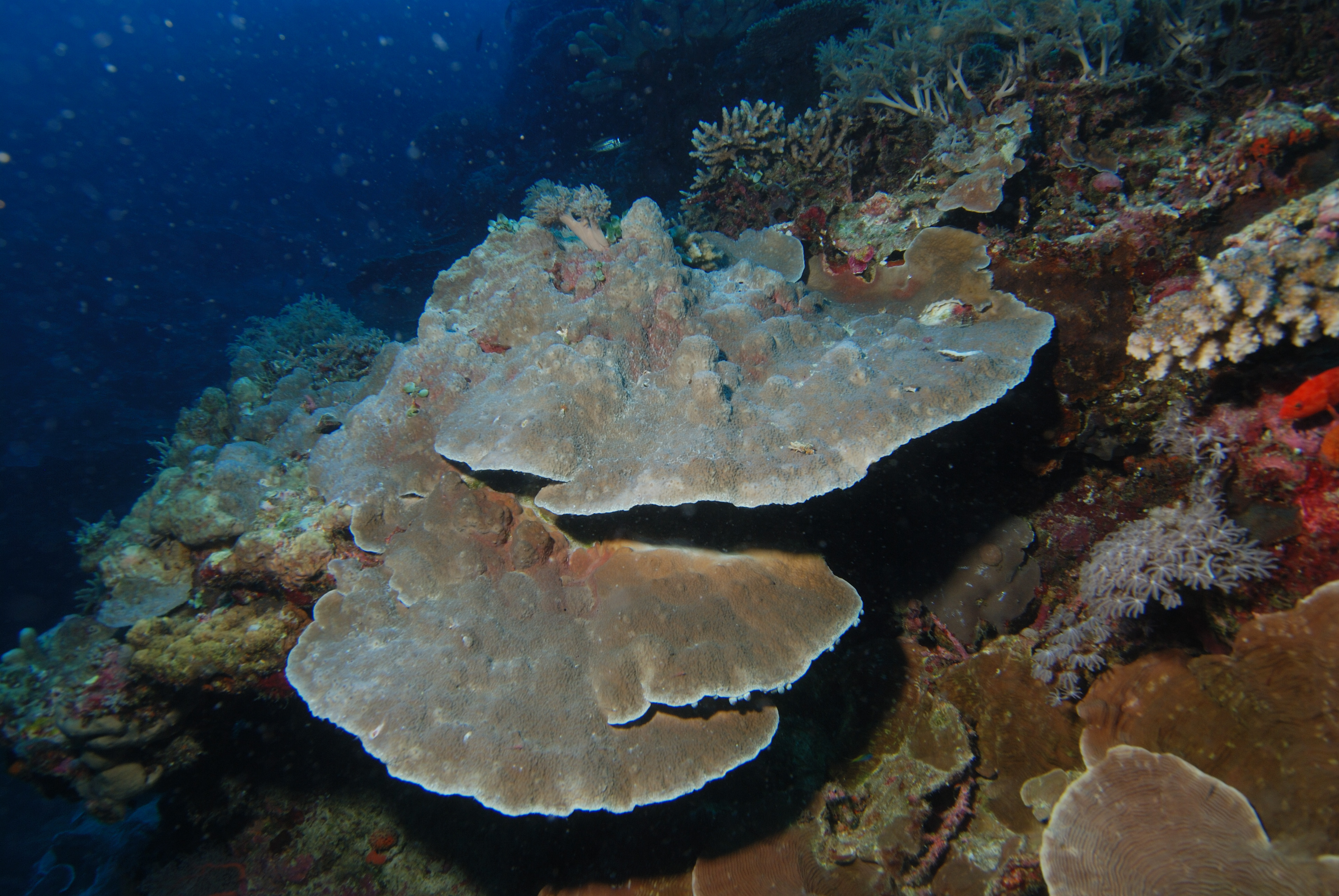